# Peter Prüm

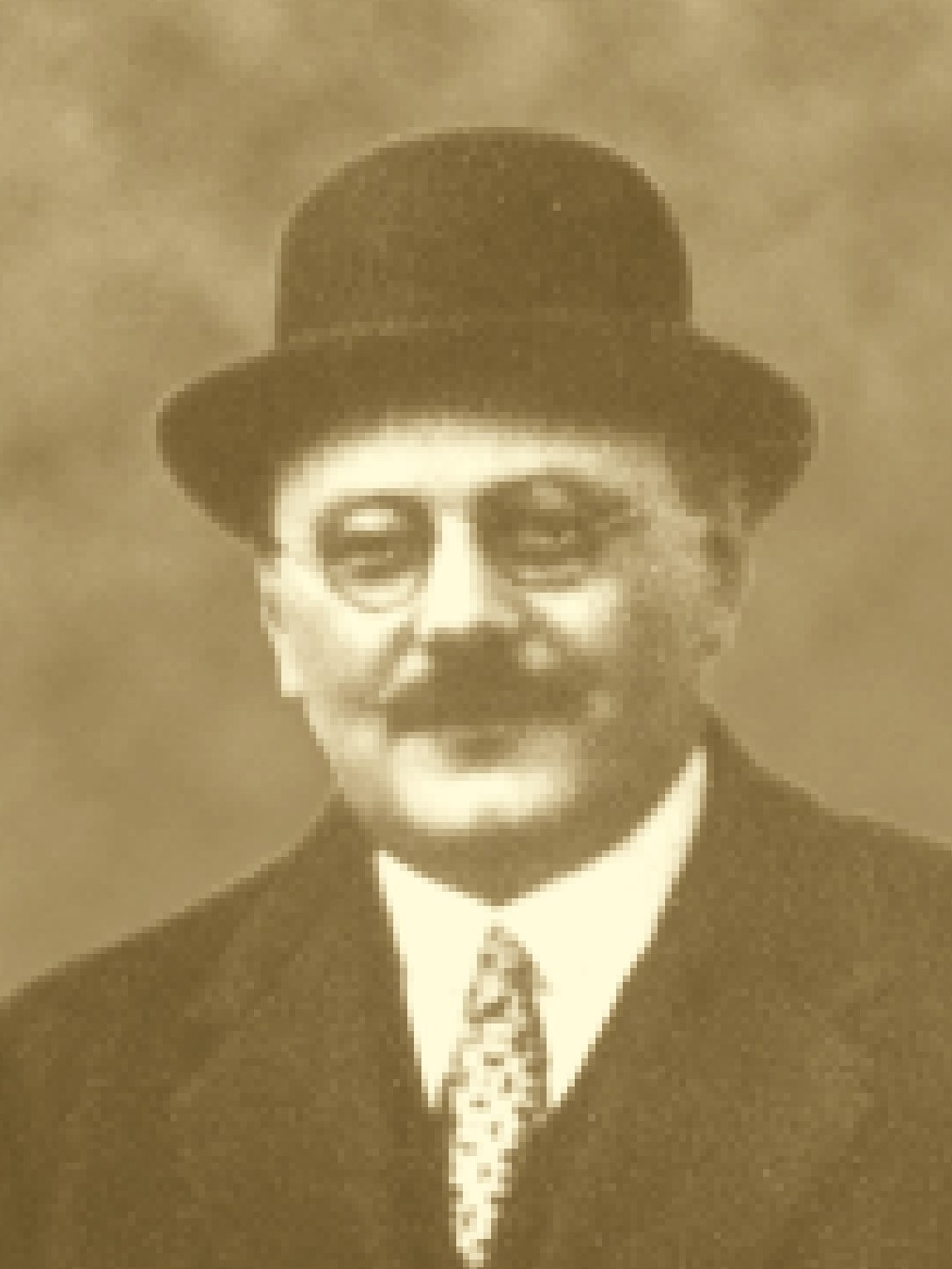
Peter Prüm

Pierre Peter Prüm (Troisvierges, 9 juli 1886 – Clervaux, 1 februari 1950) was een vooraanstaande Luxemburgse politicus. Hij studeerde rechten aan de Katholieke Universiteit Leuven. Daar was hij samen met zijn broer, Emmanuel Prüm, een priester, lid van K.A.V. Lovania Leuven, een studentenvereniging die behoorde tot het Cartellverband der katholischen deutschen Studentenverbindungen.
Hij volgde daarmee in de voetsporen van Emile Prüm, zijn vader, die lid was van de Luxemburgse Kamer van volksvertegenwoordigers. Oorspronkelijk was Pierre Prüm lid van de
door katholieken gedomineerde Rechtse Partij (Parti de la Droite), maar in 1918 trad hij uit deze partij en werd oprichter van de liberaal-democratische Nationale Onafhankelijksheidspartij (Parti National Indépendante). Nadat de Rechtse Partij bij de parlementsverkiezingen van 1925 haar absolute meerderheid had verloren kwam op 20 maart 1925 een coalitieregering van onafhankelijke nationalen, liberalen, socialisten en enkele overlopers van de Rechtse Partij aan de macht, onder leiding van Prüm. Deze was tevens minister van buitenlandse, binnenlandse en economische zaken in dit kabinet. Reeds op 16 juli 1926 kwam de regering ten val door een breuk met de liberalen en de socialisten. Hierna verliet Prüm de nationale politiek van het Groot-Hertogdom; hij werd nu vrederechter in Clervaux. In 1937 keerde hij terug in de politiek en werd hij verkozen als Kamerlid. In 1940 werd hij lid van het Gesellschaft für deutsche Literatur und Kunst, ook wel Gedelit genoemd. In deze capaciteit werkte hij tijdens de Tweede Wereldoorlog samen met de Duitse bezetter. In november 1946 werd Prüm hiervoor tot vier jaar gevangenisstraf veroordeeld. Hij overleed op 63-jarige leeftijd, kort na zijn vrijlating.